# Eleccions al Consell General d'Andorra de 1992
Les eleccions al Consell General d'Andorra de 1992 es van celebrar el 5 d'abril (primera volta) i el 12 d'abril de 1992 (segona volta) per renovar la totalitat del Consell General d'Andorra, format per 28 membres. Aquestes foren les últimes eleccions abans de la promulgació de la Constitució de 1993, i també les últimes amb el sistema electoral tradicional.
Després de les eleccions, Òscar Ribas i Reig va continuar com a Cap de Govern.

## Sistema electoral
Cada circumscripció escollia 4 consellers generals. Els límits de les circumscripcions corresponien amb les parròquies. El sufragi era universal per als nacionals andorrans amb majoria d'edat (18 anys). Els partits polítics no es van legalitzar fins l'aprovació de la Constitució de 1993, però els candidats s'agrupaven sota sigles anomenades "grups polítics". Tot i això, la premsa classificava les agrupacions i els candidats segons la seva postura entorn a la situació prèvia a l'elecció: oficialistes o continuistes (si eren favorables al govern sortint o estaven recolzats pels comuns de respectives parròquies) o opositors.
El sistema d'elecció de consellers es feia mitjançant escrutini majoritari plurinominal a dues voltes: els electors podien votar a tants candidats com escons estiguessin en joc. Tots aquells candidats que obtinguessin més del 50% dels vots, eren escollits. Aquells que no aconseguissin, si es que encara quedaven escons per assignar, podien tornar-ho a provar en una segona volta, sense necessitar majoria absoluta.
Un cop s'havia escollit la composició del parlament andorrà, el Consell General havia de triar el cap de Govern amb majoria.

## Resultats
La participació fou del 82,4%. Un total de 19 candidats van sortir escollits a la primera volta. Els 9 escons vacants (1 a Canillo, 4 a la Massana, 4 a Escaldes-Engordany), van ser escollits a la segona volta. Òscar Ribas Reig va ser re-escollit Cap de Govern.
| Partit                                 | Primera volta | Primera volta | Primera volta | Segona volta | Segona volta | Segona volta | Escons totals |
| Partit                                 | Vots          | %             | Escons        | Vots         | %            | Escons       | Escons totals |
| -------------------------------------- | ------------- | ------------- | ------------- | ------------ | ------------ | ------------ | ------------- |
| Independents                           |               | 100           | 19            |              | 100          | 9            | 28            |
| Vots en blanc/nuls                     |               | –             | –             |              | –            | –            | –             |
| Total                                  | 7,077         | 100           | 19            |              | 100          | 9            | 28            |
| Source: Nohlen & Stöver, la Vanguardia |               |               |               |              |              |              |               |

Relació de candidats electes segons l'etiqueta atorgada per la premsa:
| Parròquia                              | Oficialista | Oposició |
| -------------------------------------- | ----------- | -------- |
| Canillo                                | 1           | 3        |
| Encamp                                 | 4           | –        |
| Ordino                                 | –           | 4        |
| La Massana                             | –           | 4        |
| Andorra la Vella                       | 4           | –        |
| Sant Julià de Lòria                    | 4           | –        |
| Escaldes-Engordany                     | 4           | –        |
| Total                                  | 17          | 11       |
| Source: Nohlen & Stöver, la Vanguardia |             |          |